# Damastes (araña)
Damastes es un género de arañas cazadoras nativas de Madagascar, Mozambique y Seychelles. Está clasificada bajo la familia Sparassidae, aunque su clasificación subfamiliar sigue siendo incierta. Contiene las siguientes especies:
- Damastes atrignathus Strand, 1908 - Madagascar
- Damastes coquereli Simon, 1880 - Madagascar
- Damastes coquereli affinis Strand, 1907 - Madagascar
- Damastes decoratus (Simon, 1897) - Madagascar (transferido del género Rhitymna)
- Damastes fasciolatus (Simon, 1903) - Madagascar (transferido del género Rhitymna)
- Damastes flavomaculatus Simon, 1880 - Madagascar
- Damastes grandidieri Simon, 1880 - Madagascar
- Damastes majungensis Strand, 1907 - Madagascar
- Damastes malagassus (Fage, 1926) - Madagascar (transferido del género Rhitymna)
- Damastes malgache (Karsch, 1881) - Madagascar
- Damastes masculinus Strand, 1908 - Madagascar
- Damastes nigrichelis (Capítulo, 1907) - Mozambique (transferido del género Rhitymna)
- Damastes nossibeensis Strand, 1907 - Madagascar
- Damastes oswaldi Lenz, 1891 - Madagascar
- Damastes pallidus (Schenkel, 1937) - Madagascar (transferido del género Rhitymna)
- Damastes sikoranus Strand, 1906 - Madagascar
- Damastes validus (Blackwall, 1877) -Seychelles (transferido del género Rhitymna)